# Нижнее Котозеро
Нижнее Котозеро — озеро на территории Малиновараккского сельского поселения Лоухского района Республики Карелии.

## Общие сведения
Площадь озера — 9,4 км², площадь водосборного бассейна — 336 км². Располагается на высоте 21,5 метров над уровнем моря.
Форма озера лопастная, продолговатая: оно почти на девять километров вытянуто с запада на восток. Берега изрезанные, каменисто-песчаные, преимущественно возвышенные.
С севера в Нижнее Котозеро впадает безымянный водоток, несущий воды озёр * Лебединого и Верхнего Котозера, а также реки Липши. С юга в Нижнее Котозеро впадает река Кангаш (с притоком ручья Лебяжьего и нескольких небольших озёр).
Из восточного залива водоёма вытекает река Важенка, впадающая в Верхнее Пулонгское озеро, из которого берёт начало река Пулонга, впадающая в Кандалакшский залив Белого моря.
В озере более десяти островов различной площади, однако их количество может варьироваться в зависимости от уровня воды. Наиболее крупные — Летний и Олений.
В озере водится сиг, щука, плотва, окунь, ёрш, налим.
У западной оконечности водоёма проходит трасса Р21 («Кола»), вдоль северо-восточного берега — линия железной дороги Санкт-Петербург — Мурманск.
Код объекта в государственном водном реестре — 02020000711102000002064.